# ラングストラント
ラングストラント （アフリカーンス語・ドイツ語:Langstrand）はナミビア大西洋岸の小さなビーチリゾート地。英語圏の旅行者からは、しばしば「ロングビーチ(Long beach)」（Langstrandの直訳）と呼び習わされている。南緯22度50分08秒・東経14度32分26秒に位置する。 

## 概要
エロンゴ州ラングストラントは隣接するリゾート地デルフィンストラント(Delfinstrand)と共にウォルビスベイからスワコプムントへ向かうB2の途中にある。位置としてはウォルビスベイから海岸沿いに25km北、スワコプムントから15km南にあたる。この地域のバーニング・ショア・ホテルが急速に注目されたことがあったが、これは2006年にアンジェリーナ・ジョリーとブラッド・ピットが妊娠期間を過ごし、娘シャイロを出産したことによるものだった。